# Partito Democratico (Slovenia)
Il Partito Democratico (in slovenoDemokratska stranka, abbreviato in DS) era un partito socioliberale sloveno, nato dalla scissione dell'Unione Democratica Slovena.
Nel 1991 l'Unione Democratica Slovena decise di adottare una piattaforma conservatrice, adottando il nome di Unione Democratica Slovena - Democratici Nazionali. L'ala sinistra del partito, guidata dal presidente Dimitrij Rupel, decise quindi di dare vita al Partito Democratico.
Nel maggio 1992 il partito entrò a far parte del primo governo di Janez Drnovšek, ottenendo 3 ministeri: Igor Bavčar agli Interni, Dimitrij Rupel agli Affari Esteri e Jelko Kacin all'Informazione.
Alle elezioni del dicembre 1992, il partito ottenne il 5,01% e 6 seggi all'Assemblea nazionale. Nel 1994, la maggioranza del partito e 3 dei 6 parlamentari decisero di aderire a Democrazia Liberale di Slovenia. La minoranza rifondò il partito con il nome di Partito Democratico di Slovenia.

## Risultati elettorali
| Elezione       | Voti   | %    | Seggi  |
| -------------- | ------ | ---- | ------ |
| Politiche 1992 | 59.487 | 5,01 | 6 / 90 |